# Світовий легкоатлетичний тур у приміщенні 2020
Світовий легкоатлетичний тур у приміщенні 2020 став п'ятим сезоном найбільш рейтингової всесвітньої серії легкоатлетичних змагань у приміщенні, що з 2016 організовується Світовою легкою атлетикою.

## Змагання
На відміну від попереднього року, серія складалась з 7 змагань — до календарю були додані змагання у Льєвені.
| Дата      | Змагання                              | Місто       | Примітки      |
| --------- | ------------------------------------- | ----------- | ------------- |
| 25 січня  | New Balance Indoor Grand Prix         | Бостон      | [ 2 ] [ 3 ]   |
| 31 січня  | Indoor Meeting Karlsruhe              | Карлсруе    | [ 4 ] [ 5 ]   |
| 4 лютого  | PSD Bank Meeting                      | Дюссельдорф | [ 6 ] [ 7 ]   |
| 8 лютого  | Кубок Коперника                       | Торунь      | [ 8 ] [ 9 ]   |
| 15 лютого | Müller Indoor Grand Prix              | Глазго      | [ 10 ] [ 11 ] |
| 19 лютого | Meeting Hauts-de-France Pas-de-Calais | Льєвен      | [ 12 ] [ 13 ] |
| 21 лютого | Madrid Indoor Meeting                 | Мадрид      | [ 14 ] [ 15 ] |

## Регламент
Регламент серії-2020 передбачав визначення переможців в п'яти жіночих (300 (400) м, 1500 м, 60 м з/б, висота та довжина) та шести чоловічих (60 м, 800 (1000) м, 3000 м, жердина, потрійний та ядро) дисциплінах. За перемогу в кожному змаганні нараховувалось 10 очок та US$ 3 000 призових, за друге місце — 7 (US$ 1 500), за третє — 5 (US$ 1 000) та за четверте — 3 очки (US$ 750). Крім цього, за встановлення світового рекорду передбачалось нарахування додатково 3 очок. Переможець загального заліку в кожній дисципліні визначався за трьома найкращими очковими виступами в серії та отримував US$ 20 000 та автоматично набував право взяти участь у наступному чемпіонаті світу в приміщенні.

## Переможці

### Чоловіки
| Дисципліна → Етап ↓ | 60 м                 | 800 / 1000 м                    | 3000 м                 | жердина                      | потрійний             | ядро                  |
| ------------------- | -------------------- | ------------------------------- | ---------------------- | ---------------------------- | --------------------- | --------------------- |
| Бостон              | Демек Кемп 6,50      | Брайс Гоппел 2.17,41 (1000 м)   | Бетвелл Бірген 7.44,21 |                              | Пабло Торріхос 16,75  |                       |
| Карлсруе            |                      | Мостафа Смаїлі 1.46,38 (800 м)  | Бетвелл Бірген 7.38,50 | Рено Лавіллені 5,70          |                       |                       |
| Дюссельдорф         | Чиджинду Уджа 6,53   | Марк Ройтер 1.46,13 (800 м)     | Селемон Барега 7.35,71 | Арман Дюплантіс 6,00         |                       | Філіп Міхалевич 21,52 |
| Торунь              | Ян Волько 6,58       | Коллінс Кіпруто 1.45,86 (800 м) |                        | Арман Дюплантіс 6,17 WR WIR  |                       | Томаш Станек 21,86    |
| Глазго              | Ронні Бейкер 6,50    | Адам Кщот 1.46,34 (800 м)       |                        | Арман Дюплантіс 6,18 WR WIR  |                       |                       |
| Льєвен              | Ронні Бейкер 6,44    | Коллінс Кіпруто 1.46,34 (800 м) | Гетнет Вале 7.32,80    | Арман Дюплантіс 6,07         | Уг Фабріс Занго 17,51 |                       |
| Мадрид              | Ронні Бейкер 6,44    | Коллінс Кіпруто 1.46,09 (800 м) | Гетнет Вале 7.39,96    | Константінос Філіппідіс 5,60 | Уг Фабріс Занго 17,31 | Філіп Міхалевич 21,74 |
| Загальний залік     | Ронні Бейкер 30 очок | Коллінс Кіпруто 30              | Гетнет Вале 27         | Арман Дюплантіс 36           | Уг Фабріс Занго 20    | Філіп Міхалевич 25    |

### Жінки
| Дисципліна → Етап ↓ | 300 / 400 м                         | 1500 м                  | 60 м з/б              | висота                | довжина                  |
| ------------------- | ----------------------------------- | ----------------------- | --------------------- | --------------------- | ------------------------ |
| Бостон              | Габріель Томас 36,52 (300 м)        | Джессіка Галл 4.04,14   | Ніа Алі 7,94          | Аміна Сміт 1,89       |                          |
| Карлсруе            | Айоміде Фолорунсо 52,56 (400 м)     | Аксумавіт Ембає 4.07,94 | Тобі Амусан 7,84      | Ярослава Магучіх 2,02 | Марина Бех-Романчук 6,92 |
| Дюссельдорф         | Лісанне де Вітте 52,30 (400 м)      | Беатріс Чепкоеч 4.02,09 | Крістіна Клемонс 7,91 |                       |                          |
| Торунь              | Юстина Швенти-Ерсетиц 51,37 (400 м) | Гудаф Цегай 4.00,09     | Аліна Талай 7,87      |                       | Марина Бех-Романчук 6,96 |
| Глазго              | Джессі Найт 51,57 (400 м)           | Джемма Рікі 4.04,07     | Аліна Талай 8,03      | Ярослава Магучіх 1,93 | Марина Бех-Романчук 6,90 |
| Льєвен              |                                     | Гудаф Цегай 4.00,60     | Ніа Алі 7,92          |                       | Марина Бех-Романчук 6,90 |
| Мадрид              | Юстина Швенти-Ерсетиц 51,93(400 м)  | Гудаф Цегай 4.04,66     | Крістіна Клемонс 7,82 |                       |                          |
| Загальний залік     | Юстина Швенти-Ерсетиц 27 очок       | Гудаф Цегай 30          | Крістіна Клемонс 27   | Ярослава Магучіх 20   | Марина Бех-Романчук 30   |